# أليوت غوميز
أليوت غوميز (بالإسبانية: Elliot Gómez López)‏ هو لاعب كرة قدم إسباني في مركز نصف الجناح، ولد في 11 يونيو 1999 في غويمار في إسبانيا. لعب مع ريال مدريد كاستيا.

## وصلات خارجية
- أليوت غوميز على موقع قاعدة بيانات كرة القدم.إي يو (الإنجليزية)
- أليوت غوميز على موقع Soccerway.com (الإنجليزية)